# Stefan Dembicki
Stefan Dembicki, noto anche con il cognome Stanis (Marten, 15 luglio 1913 – 23 settembre 1985), è stato un calciatore tedesco naturalizzato francese, di ruolo attaccante.

## Biografia
Nativo della Germania ma naturalizzato francese, Dembicki fu un calciatore del Lens. Il cognome "Stanis", con il quale era conosciuto, parrebbe derivare dalle difficoltà di pronuncia del cognome reale del giocatore da parte di John Galbraith, all'epoca allenatore del sodalizio di Lens. Altra teoria afferma che Dembicki usò un cognome fasullo per firmare con il Lens dato che aveva già apposto la sua firma precedentemente con altri due club.

## Caratteristiche tecniche
Dembicki era dotato di un tiro molto potente, tanto da strappare le reti e bucare, in una occasione, il pallone.

## Carriera
Ingaggiato nel 1936 dal Lens, ottenne nella stagione 1936-1937 la promozione in massima serie francese con la vittoria del campionato cadetto.
Nelle due stagioni precedenti al conflitto mondiale, Dembicki realizzò 29 reti nella massima serie calcistica francese, ottenendo come miglior piazzamento il settimo posto della Division 1 1938-1939.
Il normale svolgersi del campionato fu interrotto dall'invasione tedesca della Francia, ed il torneo venne sostituito da alcuni tornei su base regionale ma continuò ad essere disputata la coppa di Francia. Il 13 dicembre 1942 Dembicki, nell'incontro valido per la Coppa di Francia 1942-1943 contro l'Auby Asturies segno sedici reti, record di marcature in una gara ufficiale tra club detenuto insieme al cipriota Panagiōtīs Pontikos.
Durante i campionati di guerra Dembicki con il suo Lens vinse il campionato della "zona interdetta" 1940-1941, sopravanzando il Fives e l'US Valenciennes-Anzin. Nel 1943 si aggiudicò il campionato della zona nord, competizione che vedeva partecipare i maggiori club francesi di calcio dell'area occupata dai tedeschi.
Nel 1943-1944 Dembicki era nella rappresentativa denominata Équipe fédérale Lens-Artois che partecipò e vinse il Championnat de France fédéral de football 1943-1944.
Dopo la fine della guerra Dembicki otterrà nella stagione 1945-1946 il sesto posto finale ma in quella seguente incapperà nella retrocessione in cadetteria, a causa del quart'ultimo posto ottenuto.
Nel 1948, nonostante la sua squadra militasse in cadetteria, Dembicki raggiunse la finale di Coppa di Francia 1947-1948, ove segnò due reti che però non bastarono per superare il Lille che si impose per tre da due.
Con il suo club Dembicki, vincerà la Division 1 1948-1949, facendo così tornare il Lens in massima serie.
Nel 1949 Dembicki si trasferì all'Arras, ove chiuse la carriera agonistica.

## Palmarès

### Club

#### Competizioni nazionali
- Ligue 2: 2

Lens: 1936-1937, 1948-1949